# Ferreñafe (stad)

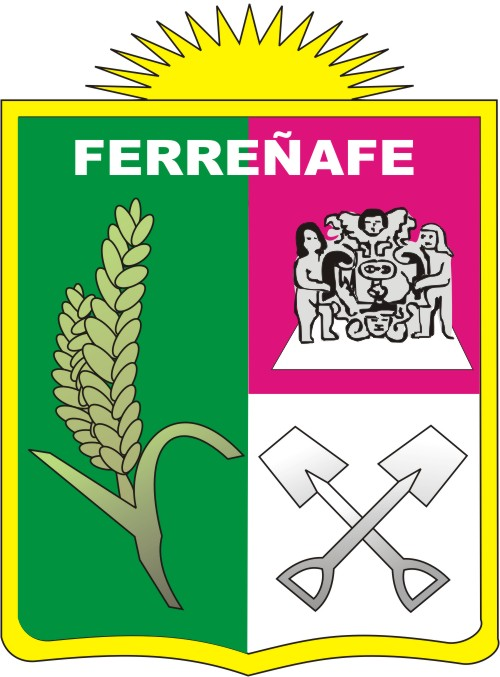

Ferreñafe  is een stad van 47.000 inwoners in de gelijknamige provincie, in de regio Lambayeque van Peru.

## Bestuurlijke indeling
Deze stad (ciudad) bestaat uit twee districten:
- Ferreñafe (hoofdplaats van de provincie)
- Pueblo Nuevo